# Norberto Arceo
Norberto Arceo (nascido em 28 de agosto de 1943) é um ex-ciclista filipino. Ele representou seu país em três eventos durante os Jogos Olímpicos de Verão de 1964.